# 刑事グロム VS 粛正の疫病ドクター
『刑事グロム VS 粛正の疫病ドクター』（露: Майор Гром: Чумной Доктор）は、2021年のロシアのスーパーヒーロー映画。バブル・スタジオ製作。監督はオレグ・トロフィムです。アルテョム・ガブレリャノフによって作成されたロシアの出版社バーブル・コミックによる同名のコミックシリーズに基づいています。『刑事グロム VS 粛正の疫病ドクター』はロシアの漫画に基づいた最初の長編映画です。その前に、バーブル・スタジオは彼らの能力をテストするために短編映画『刑事グロム』を作りました。物語はサンクトペテルブルクを舞台にしており、ペスト医師の仮面で自警行為の殺人者を追跡する正直で熟練した警官であるイーゴリ・グロムについて語っています。
2021年5月5日、映画はNetflixとロシアの定額制動画配信サービスKinoPoisk HDで公開されました。

## ストーリー
サンクトペテルブルクの警察官イーゴリ・グロムは、ソ連のアニメ「パック！パック！」に登場するアイスホッケー選手「メテオ」のマスクをかぶった3人の銀行強盗を捕まえようとする。サンクトペテルブルクの初代警察官の記念碑を倒したり、宮殿広場の敷石を傷つけたりと、街にダメージを与えてしまうのだ。部長のフョードル・プロコペンコ大佐は、イーゴリを叱責し、解雇寸前まで追い込んだ。
その直後、孤児院の少女を射殺した億万長者の息子、キリル・グレチキンの裁判が始まる。グレヒキンを拘束したグロム少佐も裁判に出席している。被告人に不利な証拠があるにもかかわらず、予想に反して無罪判決が下され、世間やイーゴリ・グロム本人の怒りを買い、亡くなった少女の兄であるリョーシャ・マカロフは裁判所の悪事を疑ったのである。この判決は、ソーシャル・ネットワーク「Vmeste」の創設者である若きIT富豪で慈善家のセルゲイ・ラズモフスキーと、彼の友人でボディガードのオレグ・ヴォルコフをも激怒させた。そして、爆弾や火炎放射器を装備した戦闘服を着た覆面の自警団員で、悪党どもを「浄化」するつもりの「疫病のドクター」が発表される。ドクターはキリル・グレチキンを殺害し、車の中で生きたまま焼いてしまう。殺害後、オレグはラズモフスキーのもとを訪れ、博士は自分だと告白する。ラズモフスキーはこれを見て心配になったが、友人を引き渡すのをためらった。
偶然にも殺人事件を目撃してしまったイーゴリ・グロムは、それを調査し、しばらくして別の殺人を犯した疫病のドクターを見つけ出そうとする。今回の被害者は、RosGarantBankの代表であるオリガ・イサエワで、彼は預金者を詐取しました。この殺人事件は、ソーシャル・ネットワーキング・サービス（SNS）「Vmeste」上で生中継され、その後、多くの人が疫病のドクターをヒーローや民衆の自警団とみなすようになった。一方、犯人逮捕のためにモスクワからやってきたFSBのエフゲニー・ストレルコフは、グロム少佐を事件から外し、代わりにグロムと新人研修生のドミトリー・ドゥビンが12台の冷蔵庫の盗難事件の調査に駆り出される。しかし、グロムとパートナーは、公務とは裏腹に、グロムの情報提供者から情報を得たり、犯罪関係者から情報を聞き出そうとして失敗したりしながら、疫病のドクターの事件を追い続けていた。やがてグロムは、殺人事件の放送源についてラズモフスキーに質問したいと思い、彼のオフィスに立ち寄る。ラズモフスキーはグロムを好意的に扱っているが、Vmesteのソーシャルネットワークは完全に匿名であるため、技術的には彼にとっても情報源を追跡することは不可能だという。そんな中、少佐は家の前の路地で、見知らぬ人をフーリガンから救った。実際のところ、彼女はジャーナリストで調査ビデオブロガーのユリア・プチョルキナであることが判明した。 彼女は少佐の信頼を得るため、そしてビデオブログのためにマスクをした犯人を見つけるために、この "襲撃"を行ったのだ。
ドクターは連続殺人を続ける。今回は、市のある地区を破壊している埋立地の所有者であるフィリップ・ジルチェンコを、彼の妻と息子とともに生きたまま焼き殺した。何の罪もないジルチェンコの家族が殺害されたことで、平和的なデモ参加者の多くは、ドクターの「ミッション」に幻滅してしまう。グロムとの会談で、デュビンは「ドクターの次の登場は、サンクトペテルブルクの "社会の優等生 "が集う『ゴールデン・ドラゴン・カジノ』のオープニングに期待すべきだ」という説を唱えた。イーゴリはオープニングパーティーに潜入し、そこでプコルキナやラズモフスキーとも会う。予想に反して、本物のドクターではなく、金持ちから金を奪いたいだけのいつものワナビーなチンピラたちがパーティーに乱入してくる。セルゲイは金を出して暴力を思いとどまらせようとしたが、結局は戦いになり、グロムと、助けに来たFSBの警官が山賊を無力化した。グロムとラズモフスキーはお互いに尊敬の念を抱く一方で、ストレルコフの圧力で少佐の調査をFSBの男に「密告」したドミトリー・ドゥビンと喧嘩してしまう。ストレルコフはイーゴリに警察官を辞めさせる。
解雇されたにもかかわらず、イーゴリは事件に残り、新しい知り合いの過去を調べることにした。カジノに戻ったユリアは、セルゲイ・ラズモフスキーがホルト・インターナショナル社と契約していることを少佐に報告する。ホルト・インターナショナル社はハイテク兵器の開発を行っており、慈善家でありソーシャルネットワークの創設者でもあるセルゲイ・ラズモフスキーの仕事としては異例のことだった。イーゴリ・グロムは独自の調査の中で、ラズモフスキーがグレヒキンの犠牲者と同じ孤児院で育ったこと、子供の頃のセルゲイは非常に内向的で、オレグ・ヴォルコフ以外の誰とも親しくならず、ノートにドクターによく似た鳥をよく描いていたことを発見する。彼は、疫病のドクターの衣装や装備を作ったのがホルト・インターナショナルであることを知る。ラズモフスキーの摩天楼にやってきたグロムは、彼がドクターであることを直接告発する。グロムは、公式文書によれば、本物のオレグ・ヴォルコフは映画で描かれている出来事の1年前にシリアで戦死していると指摘する。ラズモフスキーの暗黒面に支配された彼は、グロムの頭を殴って気絶させ、医師のスーツを着せて、次の殺人現場の近くに仕掛ける。警察はグロムを逮捕し、ストレルコフはイーゴリが犯人だと信じるようになる。
ドミトリーとユリアはグロムの逃亡を助け、プロコペンコのダーチャに身を隠す。イーゴリ・グロムはしばらく滞在した後、疫病のドクターとの戦いに出かけるが、仲間に協力を禁じ、さらにデュビンを倉庫に閉じ込めてしまう。グロムがラズモフスキーを訪ねると、ラズモフスキーはすぐに新しいビデオをネット上に公開した。彼は「信者」たちに、銃を持って街に出て、悪党と思われる者たちをリンチするように呼びかけ、街では自然発生的なポグロムが起こった。ラズモフスキーはイーゴリに、この方法で腐敗した役人や「貪欲な」金持ちだけでなく、自分が不道徳なワナビーと考えるポグロム主義者たち自身も排除したいと認めている。彼の計画では、国家は軍隊を導入して彼らを殺さざるを得なくなり、ラズモフスキー自身はその後、腐敗したエリートや攻撃的な外部の人間がいない「理想的な都市」としてサンクトペテルブルクを作り上げることができるのだ。グロムとラズモフスキーの間で戦いが起こり、ドクターが勝ちそうになるが、それでもデュビンとプチェルキナがグロムを助けに来る。ラズモフスキーは武装解除され、ジュリアは少佐に計画を明かした彼の自慢話をビデオに記録していた。一方、グロムは、自分もこの国に問題があると考えているが、大量殺人で解決することは受け入れられないとドクターに話す。
一方、情報提供者のグロムが率いるサッカーファンが暴徒たちに立ちはだかり、ポグロムは急速に沈静化していく。ポグロムに参加したリョーシャ・マカロフは、グレヒキンを釈放した悪徳判事を殺そうとするが、孫が訪ねてきたとき、リョーシャは自分が子供の前で殺人を犯すことができないことを悟り、彼を助けることになる。疫病のドクターの話の後で、当局が「制度を変える必要がある」と声明を出し、司法改革の開始を発表する。フィナーレでは、ドクターを捕まえたFSBのストレルコフの功績がすべて認められ、グロムはサンクトペテルブルクの家の屋上で新しい仲間と過ごすことになる。
クレジット後の最初のシーンでは、精神病院でヴェニアミン・ルービンシュタイン医師の治療を受けるセルゲイ・ラズモフスキーが描かれている。"ダークサイド "は再びセルゲイに語りかけ、"彼ら "が間もなく自由になることを確信する。
2つ目のシーンでは、オレグ・ヴォルコフがシリアの武装勢力のキャンプにいる様子が描かれている。結局、彼は生きていて、テレビで幼なじみが拘束されているという報道を見ていることがわかった。

## キャスト
※括弧内は日本語吹替
- イーゴリ・グロム - ティーホン・ジズネーフスキ (濱野大輝)
- ユーリア・プチョルキナ - リュボーフィ・アクショノヴァ (永宝千晶)
- セルゲイ・ラズモフスキー - セルゲイ・ゴロシュコ (武内駿輔)
  - 幼いセルゲイ - マカル・マルチヤノフ
- ドミトリイ・ドゥービン - アレクサンドル・セテイキン (関雄)
- フョードル・プロコペンコ - アレクセイ・マクラコフ (辻親八)
- オレグ・ヴォルコフ - ドミトリー・チェボタリョフ (田村真)
- エフゲニイ・ストレルコフ - ミハイル・エヴラノフ (落合弘治)
- "リョシャ"・マカロフ - オレグ・チュグノフ
- ブステル・イグナト - キエフストーナー
- マルゴ - アリサ・プリェオブラジェンスカヤ
- "リーダー" - アントン・ボグダノフ
- "クレイジー" - ニキタ・コログリヴィイ
- "いじめっ子" - オイセリ・モリェ・デスパイグネ
- コンスタンチン・ツヴェトコフ - ダニル・ステクロフ
- アンナ・テリェブキナ - ユリヤ・パルシュタ
- キリル・グリェチキン - ユリイ・ナソノフ
- ジャッジ - イゴリ・イヴァノフ
- タチヤナ・ミハイロフナ - ヴィクトリヤ・フョドロヴァ
- エレナ・プロコペンコ - アナスタシヤ・ネモリャエヴァ
- オリガ・イサエヴァ - アンナ・ネフスカヤ
- フィリププ・ズィリチェンコ - ユリイ・ヴァクスマン
- アリベルト・ベフティエフ - ヴィタリイ・ハエフ
- ヴェニアミン・ルビンシテイン - コンスタンチン・ハベンスキー
- その他の日本語吹き替え - 藤高智大, 橋本信明, 羽鳥佑, 菊池通武, 木村香央里, 松本沙羅, 中島智彦, 名村幸太朗, 七海乃麻, 及川いぞう, 岡純子, 関口雄吾, 清水優譲, 荘司勝也, 豊田茂, 渡辺ゆかり, 山橋正臣, 山本満太, 山下創也

## スタッフ

### 日本語版監修
- ローカライズスタジオ: 株式会社 東北新社
- 演出: 小山悟
- 翻訳: 佐藤志帆
- 調整: 松中享子